# Josep Vieta i Burcet
Josep Vieta i Burcet (Blanes, ca. 1788 — Blanes, 1874) fou un mestre d'aixa català. Conegut com a Veguer o l'avi Bagué, per al·lusió al terme veguer i haver estat molt de temps a França, fou un dels constructors de bergantins, goletes, pollacres, etc. de més renom de la construcció naval catalana del segle xix. Va treballar a Malgrat i posteriorment establí la seva pròpia drassana a Blanes. Entre les seves construccions, destaquen la bricbarca Rafael Pomar, coneguda per fer la travessia de Charleston a Gibraltar en quinze dies, el bergantí-goleta Dolores, la pollacra-goleta Luisa i la corbeta Habana, coneguda anteriorment com a Joaquín Serra.
Al segle xx, el Museu Marítim de Barcelona va dedicar un espai a la nissaga de mestres d'aixa i constructors navals catalans anomenats Vieta.